# 8940 Якусімару
8940 Якусімару (8940 Yakushimaru) — астероїд головного поясу, відкритий 29 січня 1997 року.
Тіссеранів параметр щодо Юпітера — 3,273.
Названо на честь японської акторки та співачки Хіроко Якусімару (яп. やくしまる(薬師丸)).